# Cycas elephantipes
Cycas elephantipes es una especie de Cycadopsida del género Cycas, de la familia Cycadaceae, del orden Cycadales.

## Distribución
Cycas elephantipes se distribuye por Tailandia (Chaiyaphum).

## Taxonomía
Fue descrita científicamente por A.Lindstr. & K.D.Hill. Fue publicado por primera vez en A.Lindstr. & K.D.Hill. In: Brittonia 54(4): 301, fig. 3 (2002 publ. 2003). (2003).